# Keakealaniwahine
Keakealaniwahine (o. 1640. – o. 1695.) bila je kraljica otoka Havaji, 20. vladar tog otoka.
Njezini su roditelji bili kraljica vladarica Keakamahana i njezin muž, poglavica Iwikauikaua od Oahua. Bila je unuka kralja Keakealanikaneta.
Postala je vladarica 1665. Njezina je vladavina bila puna nevolja.
Prvi joj je muž bio poglavica Kanaloaikaiwilewa, njen bratić, a drugi njezin polubrat Kāneikaiwilani. Moguće je da je imala i trećeg muža.
Bila je majka kralja Keaweikekahialiiokamokua i kraljice Kalanikauleleiaiwi, pretkinja kralja Kamehamehe I. Velikog.